# Alvin Norge
Alvin Norge is een Belgische stripreeks met Chris Lamquet als schrijver en als tekenaar, waarvan tussen 2000 en 2005 vijf albums verschenen. De serie wordt uitgegeven door Le Lombard.

## Verhaal
Alvin Norge is een voormalige hacker en getalenteerde maker van computerspellen. Zijn leven verandert wanneer een computer-virus, die verschijnt met de beeltenis van een heldin van een van zijn spellen, alle computersystemen van de planeet platlegt en vervolgens overneemt. De kwade genius hierachter is Nathan Buckley, een briljante ondernemer, en uitvinder van een revolutionaire chip. Dit is het begin van een reeks avonturen die zich afspelen halverwege realiteit en virtualiteit. Alvin Norge wordt vergezeld door zijn vriendin, Olga, een  Wit-Russische immigrant en ex-FBI agente.

## Albums
| Nummer | Titel              | Verschenen | Uitgeverij |
| ------ | ------------------ | ---------- | ---------- |
| 1      | @hell.zcom         | 2000       | Le Lombard |
| 2      | Morphing amer      | 2001       | Le Lombard |
| 3      | Lucyber            | 2002       | Le Lombard |
| 4      | Shanghai hypothese | 2003       | Le Lombard |
| 5      | Quantum            | 2005       | Le Lombard |